# Supercopa ucraïnesa de futbol
La Supercopa ucraïnesa de futbol (en ucraïnès Суперкубок України) és una competició futbolística d'Ucraïna.
Serveis d'obertura de la temporada futbolística del país i enfronta als campions de lliga i copa de la temporada anterior. Des del 2004 el partit es disputa a Odessa a l'estadi Tsentralnyi-Chornomorets. Això no obstant, a l'edició de 2008 es disputà a Poltava a l'estadi Oleksiy Butovsky Vorskla i la de 2009 a Sumi a l'estadi Yuvileiny.
Els anys 2008 i 2009 s'anomenà Supercopa Inter d'Ucraïna pel patrocini del canal de TV Inter.

## Historial
Supercopa ucraïnesa de futbol 2010
| Shakhtar Donetsk | –         | Tavriya Simferopol |
| ---------------- | --------- | ------------------ |
|                  | [ Report] |                    |

 Zaporizhia, Slavutych Arena
Supercopa ucraïnesa de futbol 2009
| Dynamo Kyiv | 0 – 0 4 – 2 (pen.) | Vorskla Poltava |
| ----------- | ------------------ | --------------- |
|             | Report             |                 |

Supercopa ucraïnesa de futbol 2008
| Shakhtar Donetsk | 1 – 1 5 – 3 (pen.) | Dynamo Kyiv |
| ---------------- | ------------------ | ----------- |
| Chyhrynsky 38'   | Report             | Milevsky 6' |

Supercopa ucraïnesa de futbol 2007
| Dynamo Kyiv       | 2 – 2 4 – 2 (pen.) | Shakhtar Donetsk                  |
| ----------------- | ------------------ | --------------------------------- |
| Mykhalyk 27', 30' | Report             | Hladky 14' · Serhiy Tkachenko 55' |

Supercopa ucraïnesa de futbol 2006
| Dynamo Kyiv                 | 2 – 0  | Shakhtar Donetsk |
| --------------------------- | ------ | ---------------- |
| Markovic 10' · Milevsky 87' | Report |                  |

Supercopa ucraïnesa de futbol 2005
| Shakhtar Donetsk | 1 – 1 4 – 3 (pen.) | Dynamo Kyiv            |
| ---------------- | ------------------ | ---------------------- |
| Elano 5'         | Report             | Valentin Belkevich 32' |

Supercopa ucraïnesa de futbol 2004
| Dynamo Kyiv | 1 – 1 6 – 5 (pen.) | Shakhtar Donetsk |
| ----------- | ------------------ | ---------------- |
| Hússiev 21' | Report             | Lewandowski 77'  |